# توجان (هرمزغان)
توجان (بالفارسية: توجن) هي مستوطنة تقع في إيران في قسم غافروبارمون الريفي. يقدر عدد سكانها بـ 83 نسمة بحسب إحصاء 2016.